# 絞首台

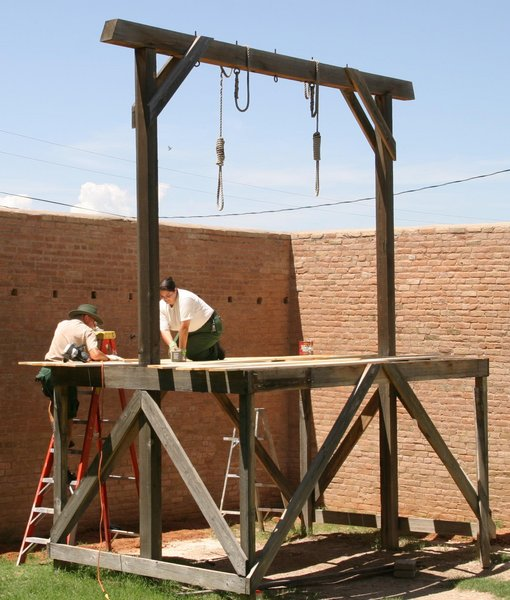
アリゾナ州ツームストーンの歴史パークにある絞首台

絞首台（こうしゅだい）は、絞首刑を行うために人間を吊るすことができるように作られた台とその付属物。

## 概要
絞首台は多くの場合は木製であり、常設型・仮設型・携帯型・車載型などの種類や様々な形がある。最も簡単な絞首台は2本の木材を組み合わせた逆L字型のものである。端に縄を巻き付け、そこから人を吊るす。他のデザインでは、巨大な鉄棒のように両側を支えられており、中央に縄を吊るす。イギリスのタイバーンの絞首台は三角形をしており、各辺に複数の犯罪者を吊るすことができるようになっていた。
絞首台に人を吊るす時は梯子や踏み台、馬に結び付けられた荷車などの足場に死刑囚を登らせて、輪縄に首を通すようになっていた。足場を取り除くことで、死刑囚は落下し、ゆっくりと窒息死する。その後、落とし戸が組み込まれた絞首台が使われるようになり、この場合頸椎に衝撃を与えることで速やかに死ぬようになっている。
現在の日本での絞首台は刑務官がボタンを押すことで作動する仕組みとなっているが、このとき作動用のボタンとダミーのボタン、2種類のボタンを用意し、3人ないし5人の刑務官が同時にそれぞれのボタンを押す。これは刑務官の精神的負担をいくらかでも軽減するための配慮とされるが、元刑務官や死刑制度に反対する論者からは、その方法では精神的負担を減らすことは出来ず、むしろ無用な負担を強いられる執行人の数を増やしているだけではないかとの批判もある。